# Madagascar en los Juegos Olímpicos de Sídney 2000
Madagascar estuvo representado en los Juegos Olímpicos de Sídney 2000 por un total de 11 deportistas, 5 hombres y 6 mujeres, que compitieron en 4 deportes.
El portador de la bandera en la ceremonia de apertura fue el atleta Joseph-Berlioz Randriamihaja. El equipo olímpico malgache no obtuvo ninguna medalla en estos Juegos.